# نهر الرمال
نهر الرمال نهر يقع في شمال قارة أفريقيا في شمال شرق الجزائر، ينبع من السفوح الجنوبية للجزء الشرقي من السلاسل النوميدية جبال فرجيوة (ميلة) التي هي جزء من الأطلس التلي، ويتجه نحو الشرق محاذيا لتلك السفوح، حتى يبلغ مدينة قسنطينة حيث يرفده عندها، وادي مرزوق، ذلك عند بداية اتجاهه نحو الشمال الغربي، واجتيازه الجزء الشرقي لتلك السلاسل، عبر خوانق عديدة من أهمها وأعمقها وادي جروز الذي يسبق وصوله إلى مدينة قسنطينة، وعند تلك المدينة يمر بخانق يبلغ طوله 2800 متر ويبلغ عمقه في البداية 53م، إلا أن عمقه يزداد عند نهاية التفافه حول تلك المدينة، حيث يصل إلى 200م، مما أعطاها عبر التاريخ موقعا استراتيجيا هاما، ولا سيما وأنها واقعة على سطح جبلي يبلغ أقصى ارتفاع له في شماله 642م، وتنحدر سفوحه نحو الشمال والغرب، انحدارا شديدًا، وبعد اجتياز النهر لتلك المدينة، يمر بخانق ثالث هام، وهو فج سد بني هارون.
كان الاسم القديم لنهر الرمال هو Ampsaga . 

## طبيعة نهر الرمال
يمر النهر تحت جسور طبيعية متعددة، خلفها الحت ويشكل في طريقه عدداً من الشلالات، أهمها شلال سيدي مسيد، الذي تسقط مياهه من ارتفاع 80 م ويعد سبب تشكل تلك الخوانق المتعددة، والجسور الطبيعية الكثيرة، إلى الحت الذي بدأه النهر في مجراه من الزحف الرابع في صخور ذات فواصل سهلت عملية الحت، كما سهل نقاء الصخر الكلسي نشوء حت كارستي ضمني، نشأ عنه مجار ضمنية، أدنى هبوط المناطق الرخوة منها والتي فقدت نقاط ارتكازها إلى بقاء الأجزاء الصلبة الأخرى منها على شكل جسور طبيعية . يصب النهر في البحر المتوسط ، في شرق الجزائر بعد أن يجتاز الفتحة القائمة في جبال تولو ويدعى وادي الرمال، في مجراه الأخير باسم وادي الكبير.

## الهوامش
- جهاد علي الشاعر، علم المياه «الهيدرولوجيا» دمشق 1995

- جودة حسنين جودة، معالم سطح الأرض، بيروت 1980

- صباح توماجبوري، علم المياه وإدارة أحواض الأنهر . الموصل 1988

- موسى أحمد خليل، موسوعة المحيطات والبحار والأنهار، عمان 2002

- شريف محمد شريف، جغرافية البحار والمحيطات . القاهرة 1988